# Abbazia di Sant'Andrea (Dovadola)
L'abbazia di Sant'Andrea, nota anche come Badia di Sant'Andrea o Chiesa di Sant'Andrea in Badia è la chiesa parrocchiale di Dovadola. Il nome si riferisce al fatto che un tempo era la chiesa di un monastero non più esistente. La dedica è a Sant'Andrea, patrono di Dovadola. Al suo interno si trova il sepolcro della beata Benedetta Bianchi Porro.

## Storia
La prima notizia riguardante il luogo di culto risale al 1116, quando il conte Guido di Dovadola e la moglie Imilia donano i diritti sulla Badia a Teodorico, abate di San Benedetto in Alpe. Il monastero, sorto fuori dal centro abitato di Dovadola, sorgeva sul fiume Montone ed era amministrato dai Cluniacensi, che lo avevano fondato verso il Mille ed era poi passato ai Cistercensi, che nella zona avevano anche un eremo a San Donnino.
Nel 1290-92 il complesso appartiene alla diocesi di Forlì a quanto risulta dalle Rationes Decimarum, dove si nomina un abate di nome Donado.
La chiesa dal XV secolo viene poi data in commenda più volte, in particolare Paolo V la concede ai principi Borghese di Roma, tanto che poi il monastero che si trovava sulla destra rispetto alla chiesa, si trasforma gradatamente in villa padronale con ampio parco intorno. Dai Borghese passa nel Settecento alla famiglia dei Tassinari, detti Tassinari della Badia, che poi confluiscono nei Blanc Tassinari.
La chiesa presenta forme particolari, che vengono elaborandosi nel tempo, con elementi romanici a cui si sovrappongono forme e decorazioni rinascimentali.
Nel XVIII secolo la badia viene trasformata in parrocchia.
Nel 1969 viene traslata all'interno della chiesa la salma di Benedetta Bianchi Porro, morta nel 1964 e precedentemente sepolta nel cimitero di Dovadola. Alla giovane viene dedicata una monumento funebre che diviene meta di pellegrinaggi.
Nel 1983-84 la chiesa viene sottoposta a un generale intervento di restauro, nel corso del quale vengono recuperati gli affreschi interni.

## Descrizione

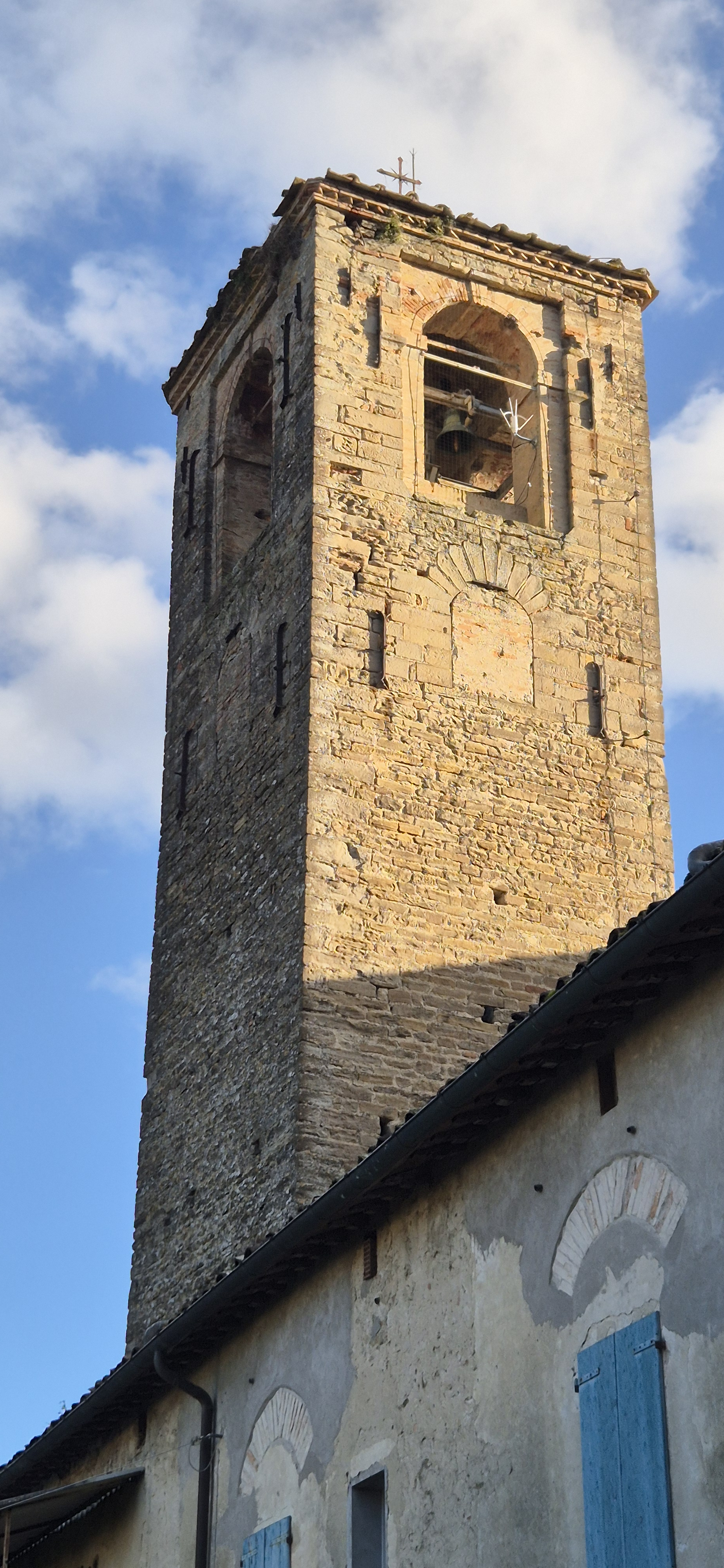
Abbazia di Sant'Andrea a Dovadola (campanile)

### Esterno
La facciata si presenta con una struttura a salienti dove quattro contrafforti aggettanti in pietra identificano tre zone intonacate di bianco dove si aprono due finestre circolari e due quadrangolari (simmetricamente nelle due parti laterali) e un portale, sormontato da un timpano e da una grande finestra semicircolare (nello spazio centrale). Il portale e le finestre più piccole sono contornate in pietra arenaria. Vicino al portale si trova un'epigrafe in pietra del 1690 che ricorda la commenda data alla famiglia Tassinari. Sopra il portale sono scolpiti due stemmi con leone rampante e l'iscrizione LAVR.BART.HC.FAC.C. del XV secolo e probabilmente riferita a Lorenzo Bartolini appartenente alla famiglia fiorentina dei Bartolini Salimbeni.
A destra della chiesa si estende l'ex complesso monastico divenuta dimora della famiglia Tassinari e dunque palazzo nobiliare, con annesso grande giardino. A sinistra, contigua con la chiesa si estende la canonica la cui struttura dà un senso di asimmetria alla facciata, risultandone una sorta di prosecuzione. Globalmente le forme, pur partendo da una base romanica, richiamano strutture rinascimentali per la bicromia usata per profilare gli elementi architettonici, per l'uso sapiente di forme classiche e per il sostanziale equilibrio degli ambienti (escludendo l'aggiunta sopra detta della canonica).
Innestato nella canonica e dunque sul lato sinistro della chiesa si trova il campanile romanico. Di forme solide e squadrate, è realizzato in pietra a vista. La cella campanaria presenta quattro aperture monofore sotto cui si notano le tracce di altrettante aperture poi murate.

### Interno

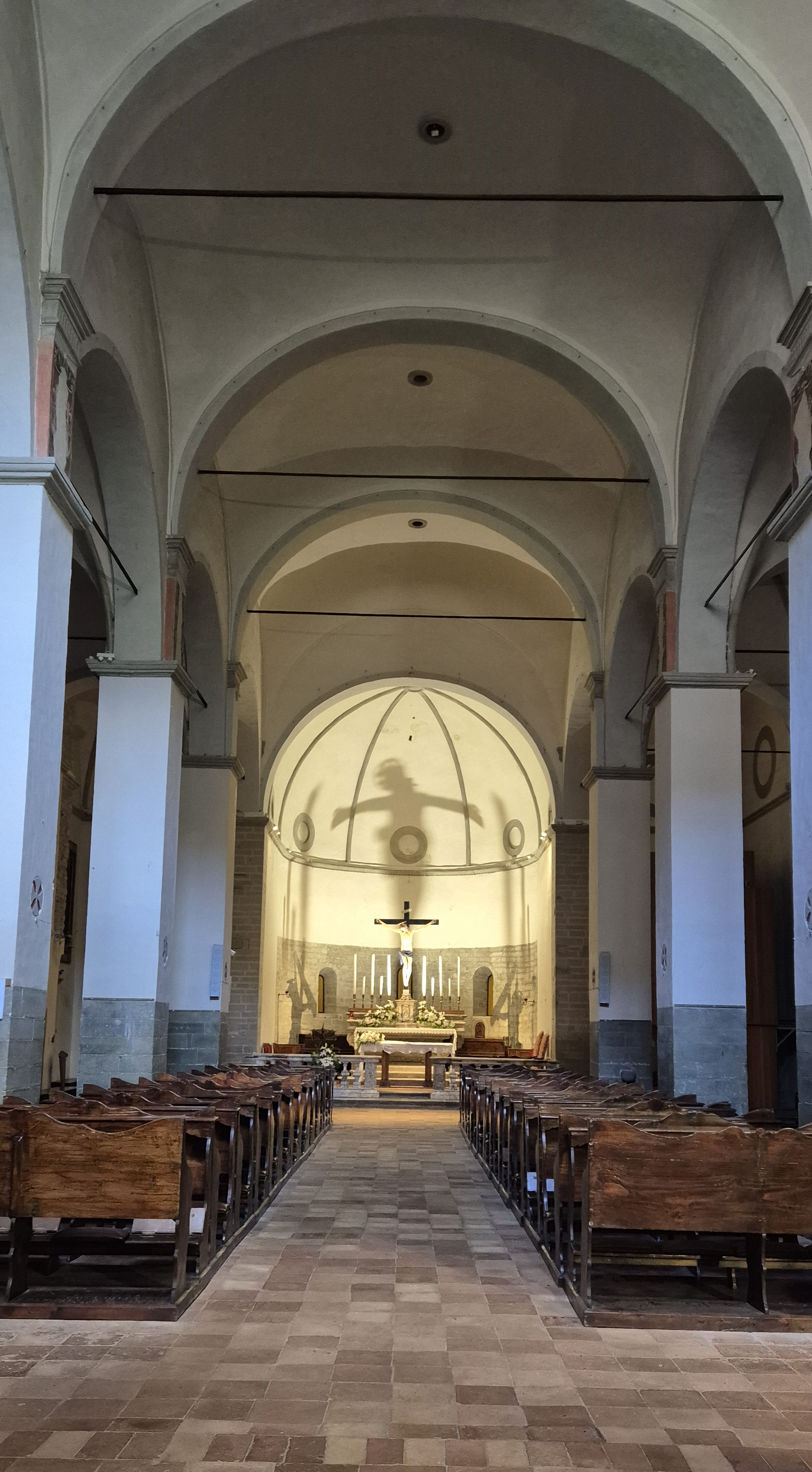
Abbazia di Sant'Andrea a Dovadola (interno)

L'interno si presenta con una struttura irregolare con navata centrale e due navatelle separate da un sistema di archi sorretti da pilastri a sezione quadrata in parte intonacati e con base in pietra a vista. La copertura è a volte a padiglione e a crociera.
Il presbiterio è rialzato, ma non è presente cripta. La struttura presenta un'elegante soluzione basata sull'alternanza di intonaco e pietra lasciata a vista con decori geometrici. Le tre finestrelle romaniche dalle pareti strombate oggi sono cieche in quanto all'abside nell'Ottocento è stato addossato un edificio.

#### Navata di sinistra

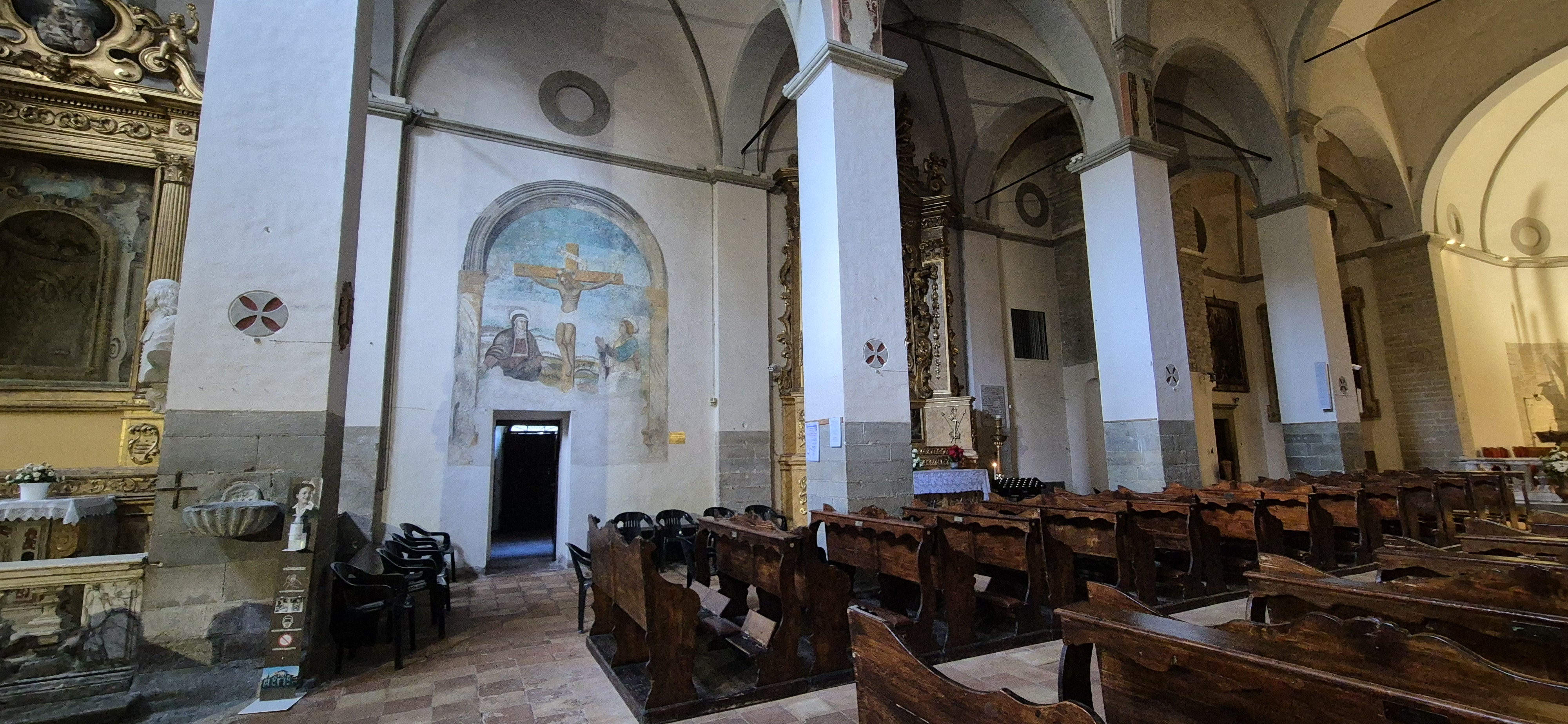
Abbazia di Sant'Andrea a Dovadola (navata sinistra)

La prima campata di sinistra è dedicata alla famiglia Tartagni-Marvelli con un'ancona d'altare in legno dorato riccamente decorata realizzata da Felice Andrea Bondi e due busti settecenteschi di Francesco Tartagni e Sebastiano Marvelli con lapidi in latino che illustrano la loro vita.
Proseguendo si trova un affresco, recuperato con i restauri degli anni '80 del Novecento, raffigurante una Crocifissione. In questo affresco si apre una porta che immette in un ambiente laterale, dove è ricostruita la stanza in cui è morta Benedetta Bianchi Porro, con il letto originale.
Nella terza campata si trova un altare dorato con ancona riccamente decorata, dedicato alla Madonna delle Lacrime, collocata nel centro. Si tratta di un dipinto con Maria Addolorata con un manto nero. In basso sono dipinti alcuni viandanti. Alla base si trova un dipinto olio su tela, di formato fortemente orizzontale, che raffigura Cristo Morto con due angeli ai piedi. Non sono noti gli autori dei dipinti, ma viene proposta da Anna Colombi Ferretti un'ascrizione a un ambito faentino.

In fondo sul muro dell'ultima campata prima del presbiterio, è appeso un quadro cinquecentesco di scuola romagnola raffigurante La Madonna della Cintura fra angeli che appare a un santo papa e a San Francesco d'Assisi.

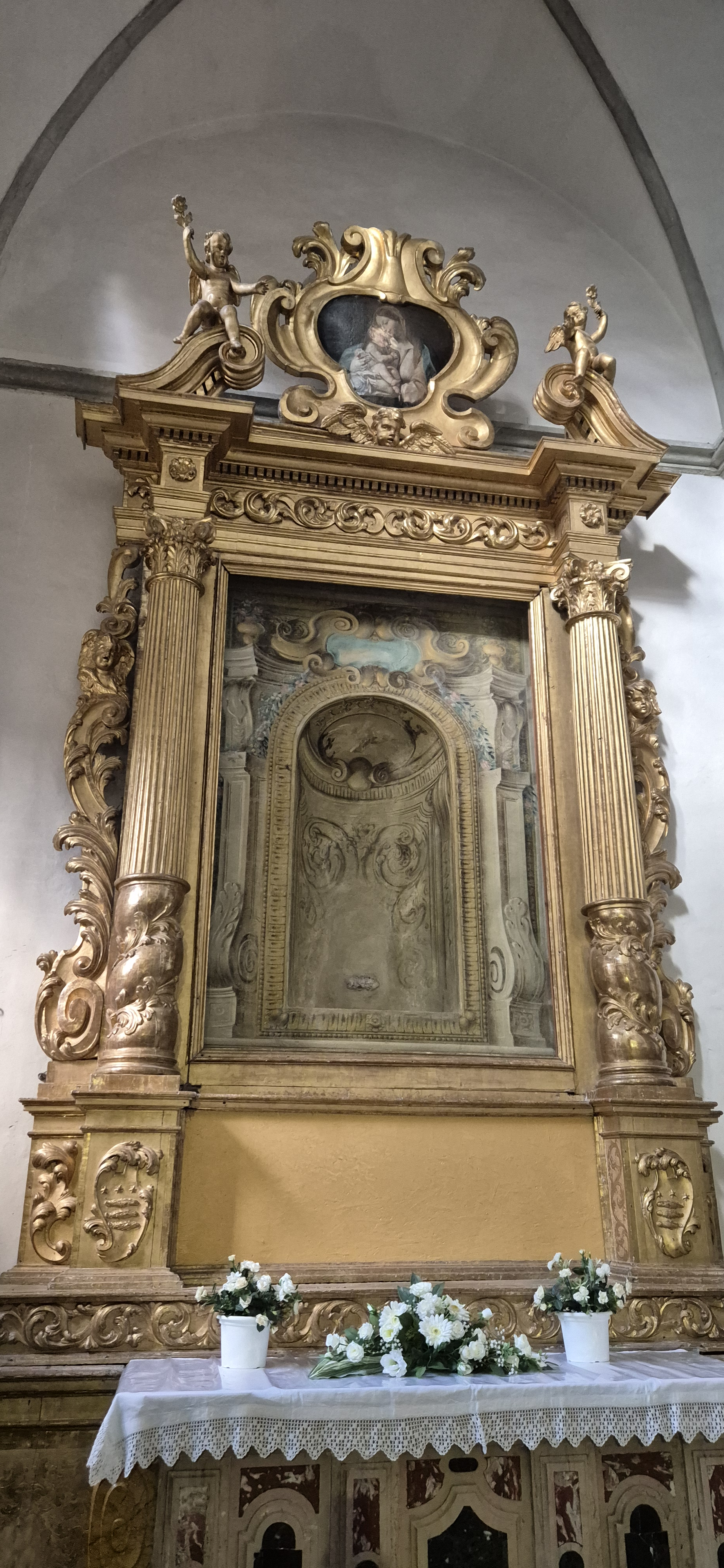
Felice Andrea Bondi, Altare in legno dorato della prima campata sinistra
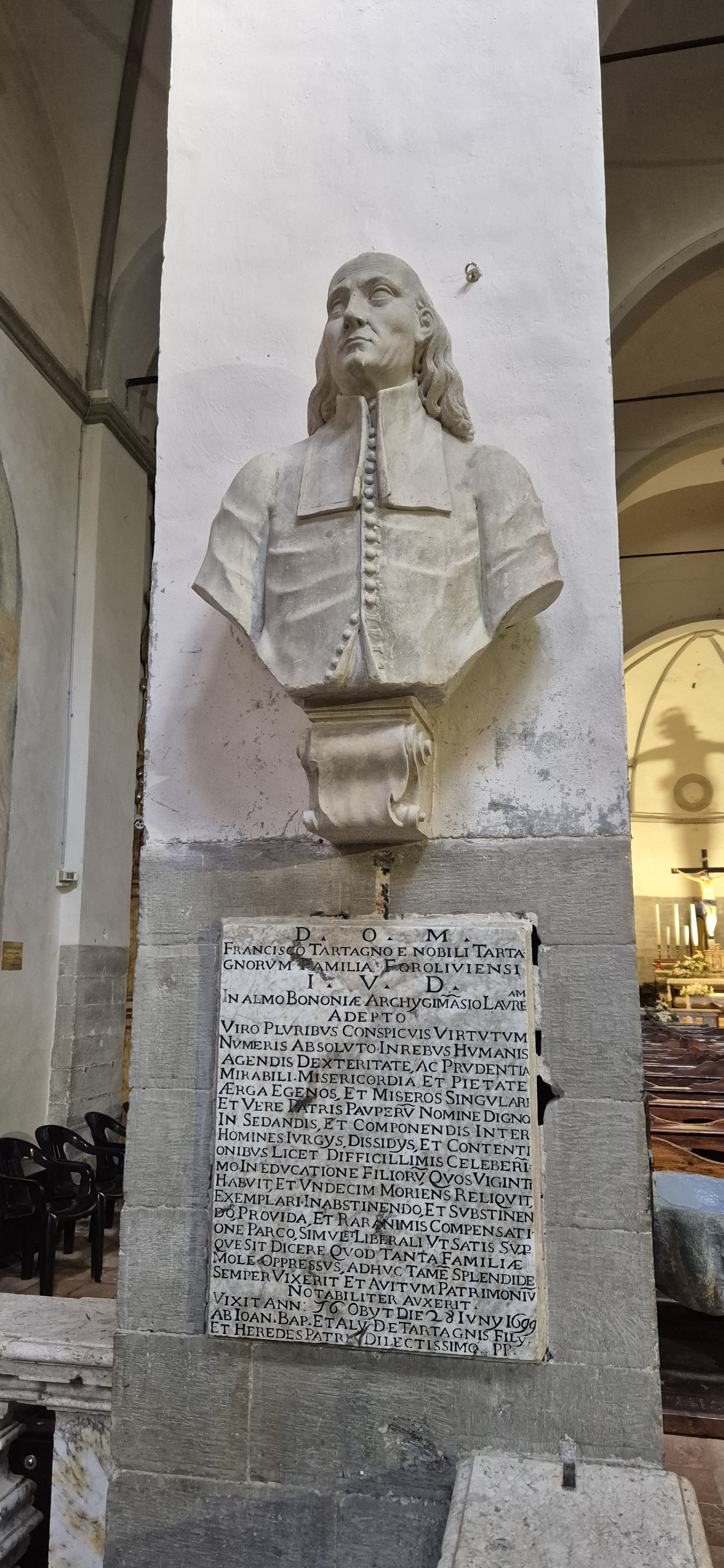
Monumento funebre di Francesco Tartagni
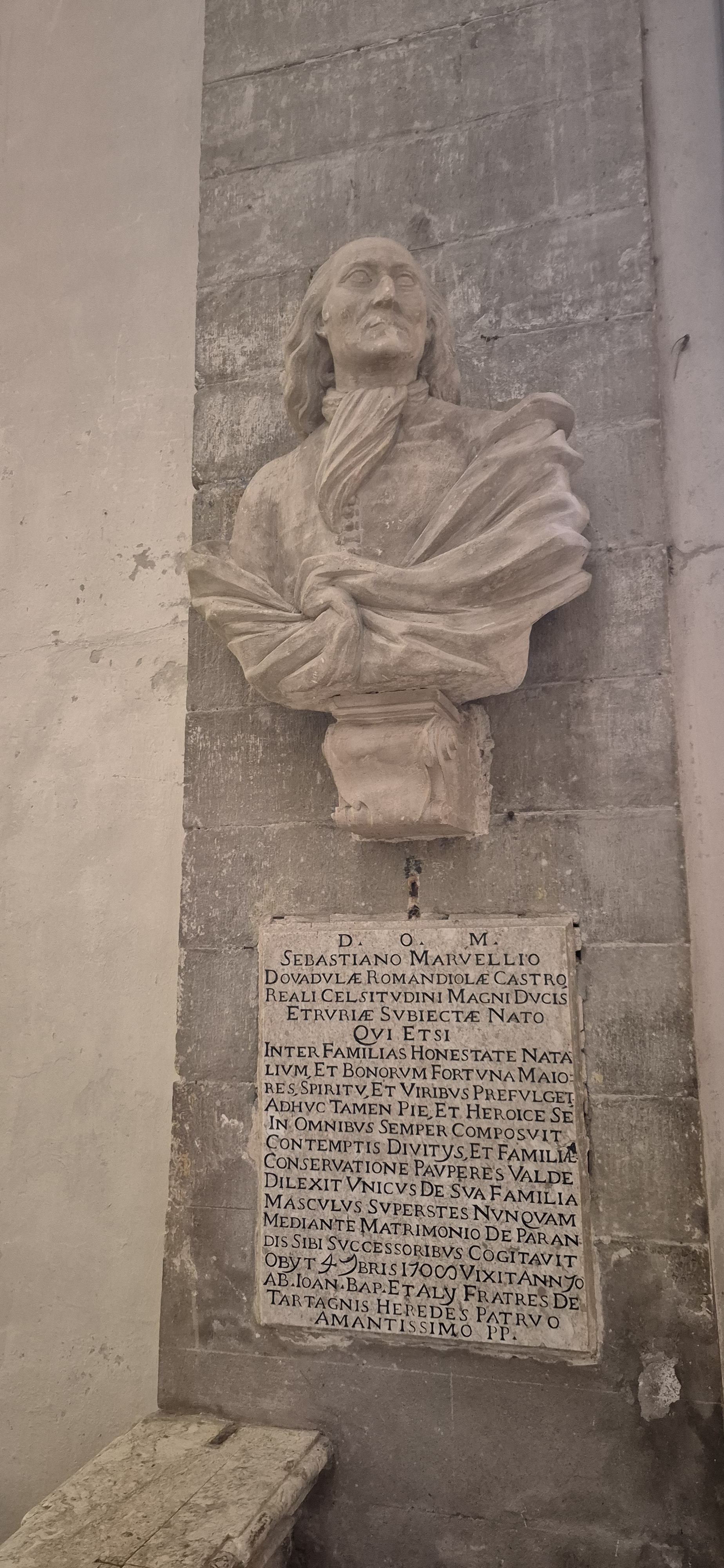
Monumento funebre di Sebastiano Marvelli
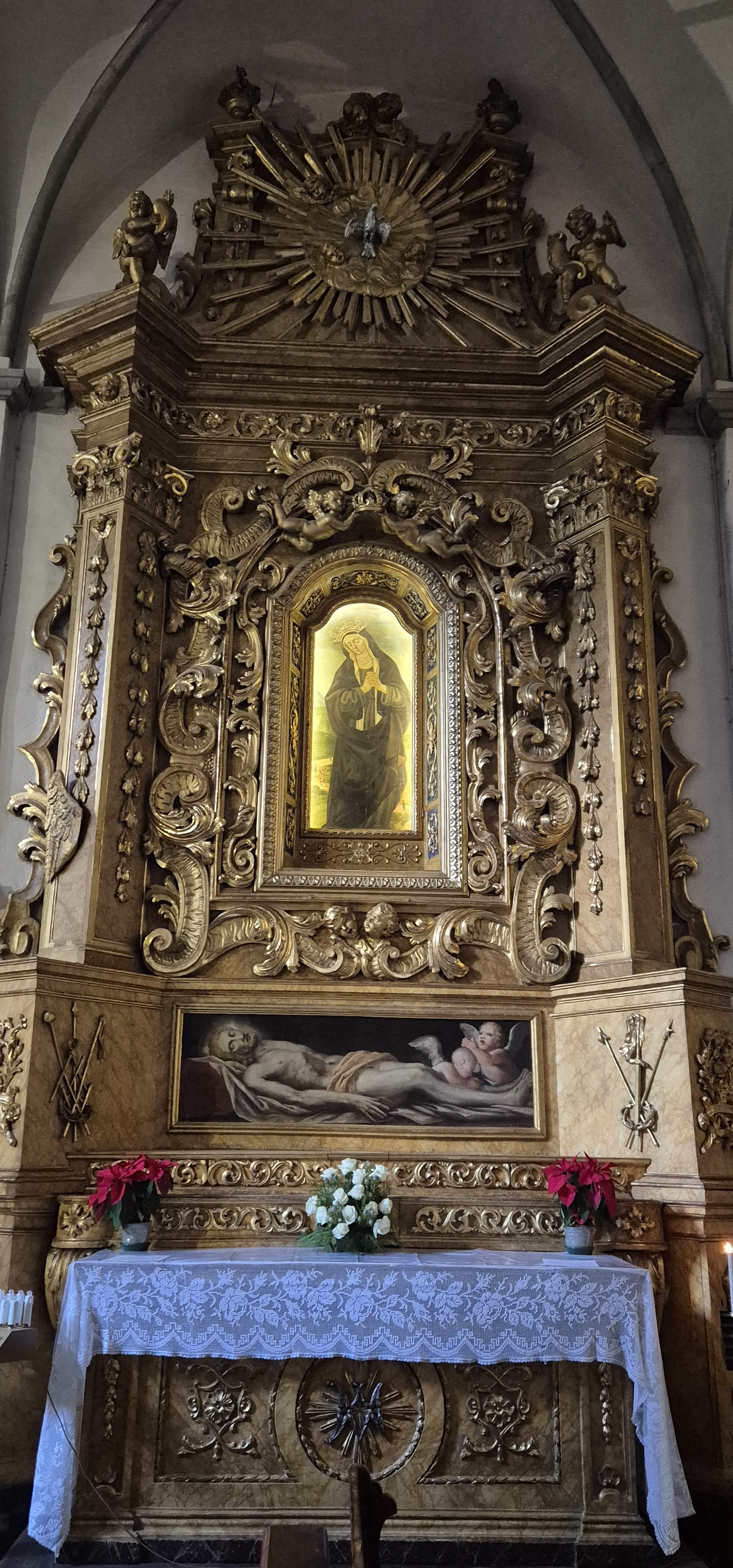
Altare della Madonna delle Lacrime
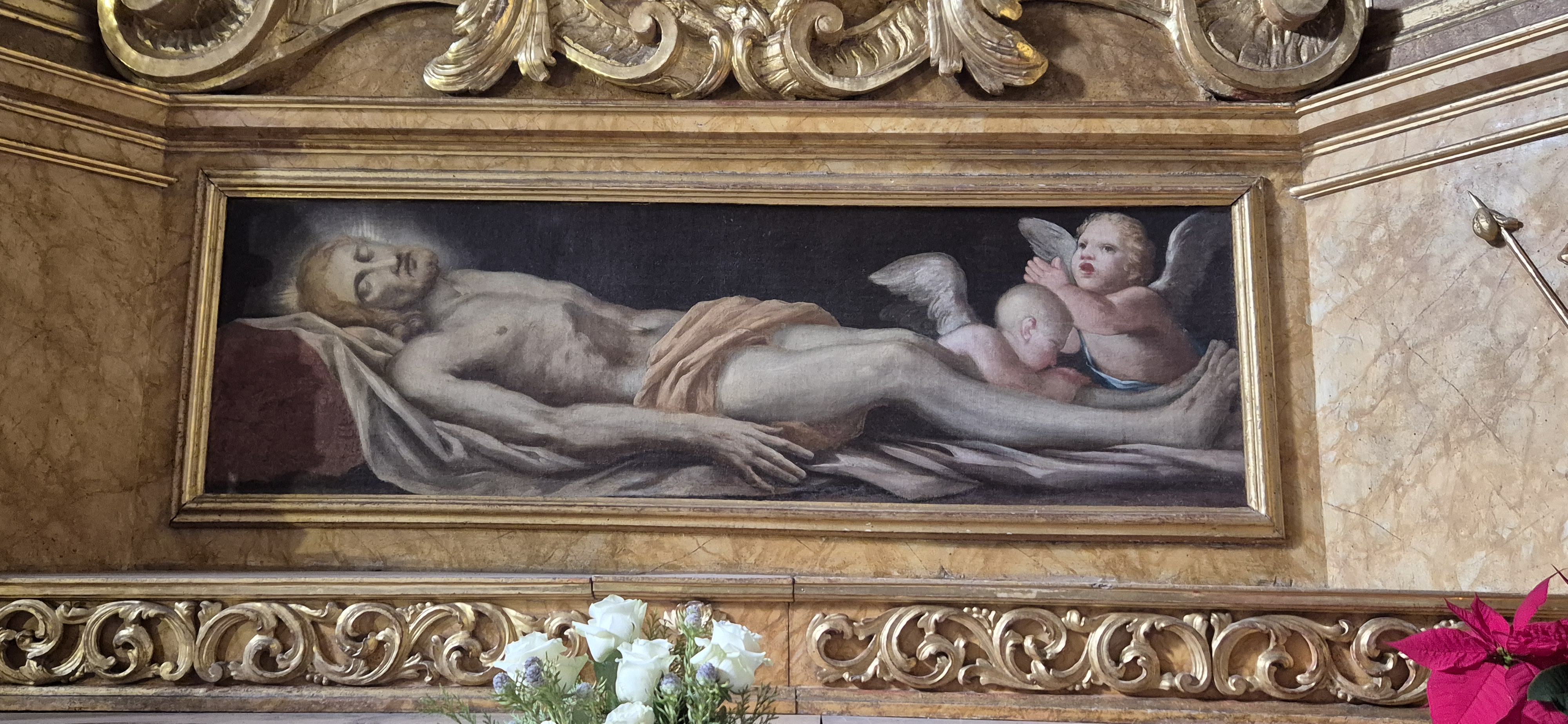
Altare della Madonna delle Lacrime, particolare con Cristo Morto
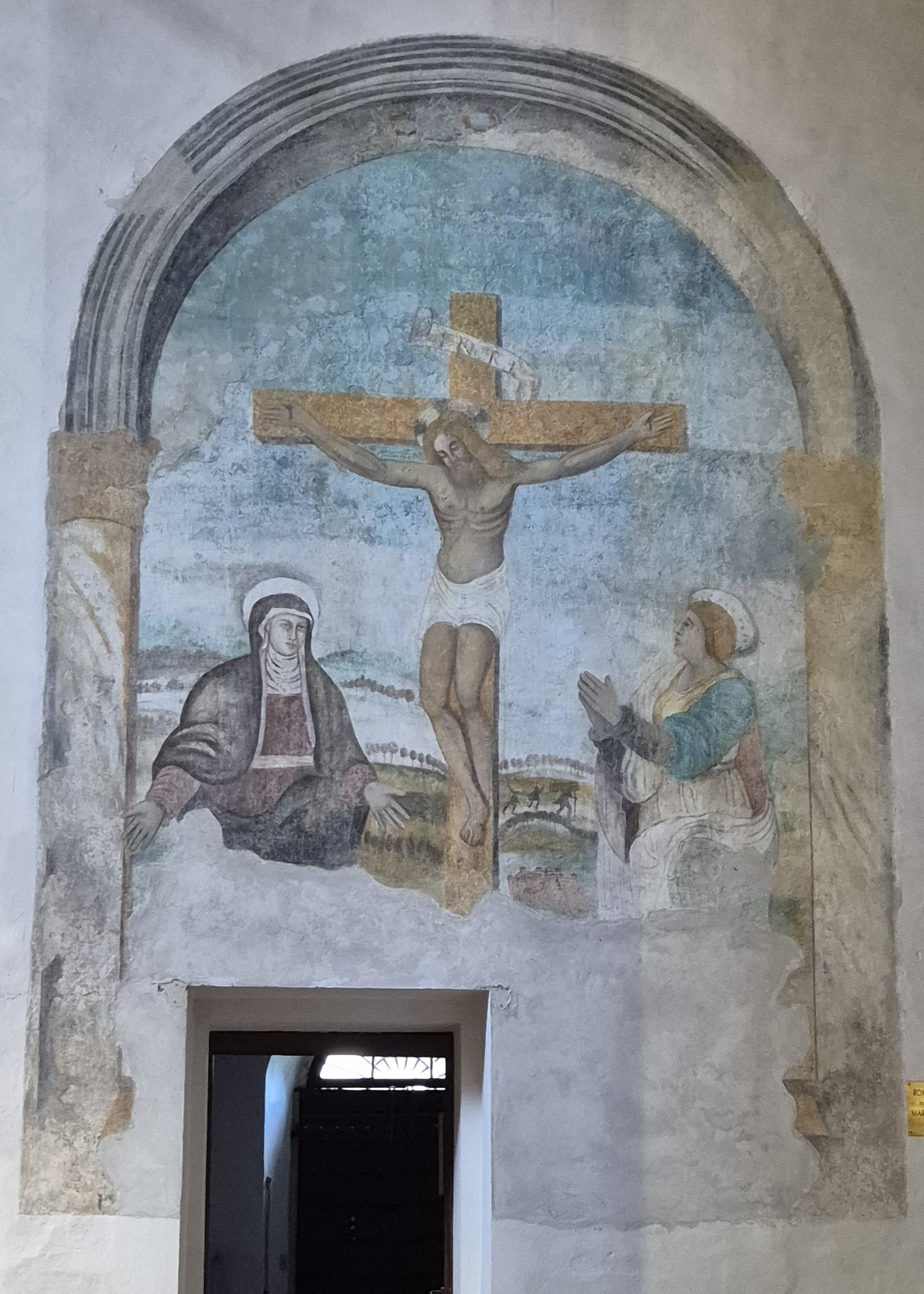
Crocifissione, affresco della navata di sinistra
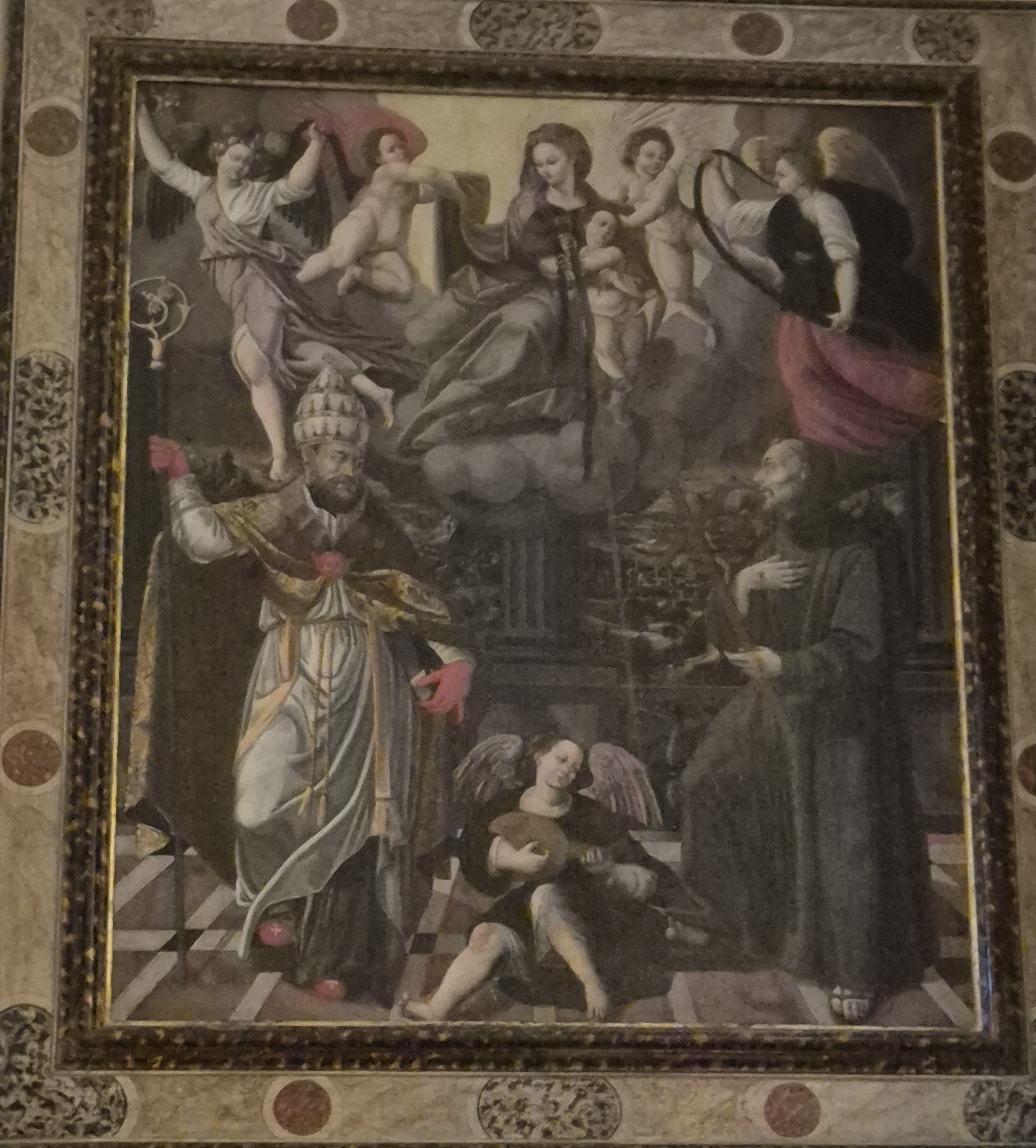
Scuola romagnola del Cinquecento, La Madonna della Cintura fra angeli che appare a un santo papa e San Francesco

#### Navata di destra

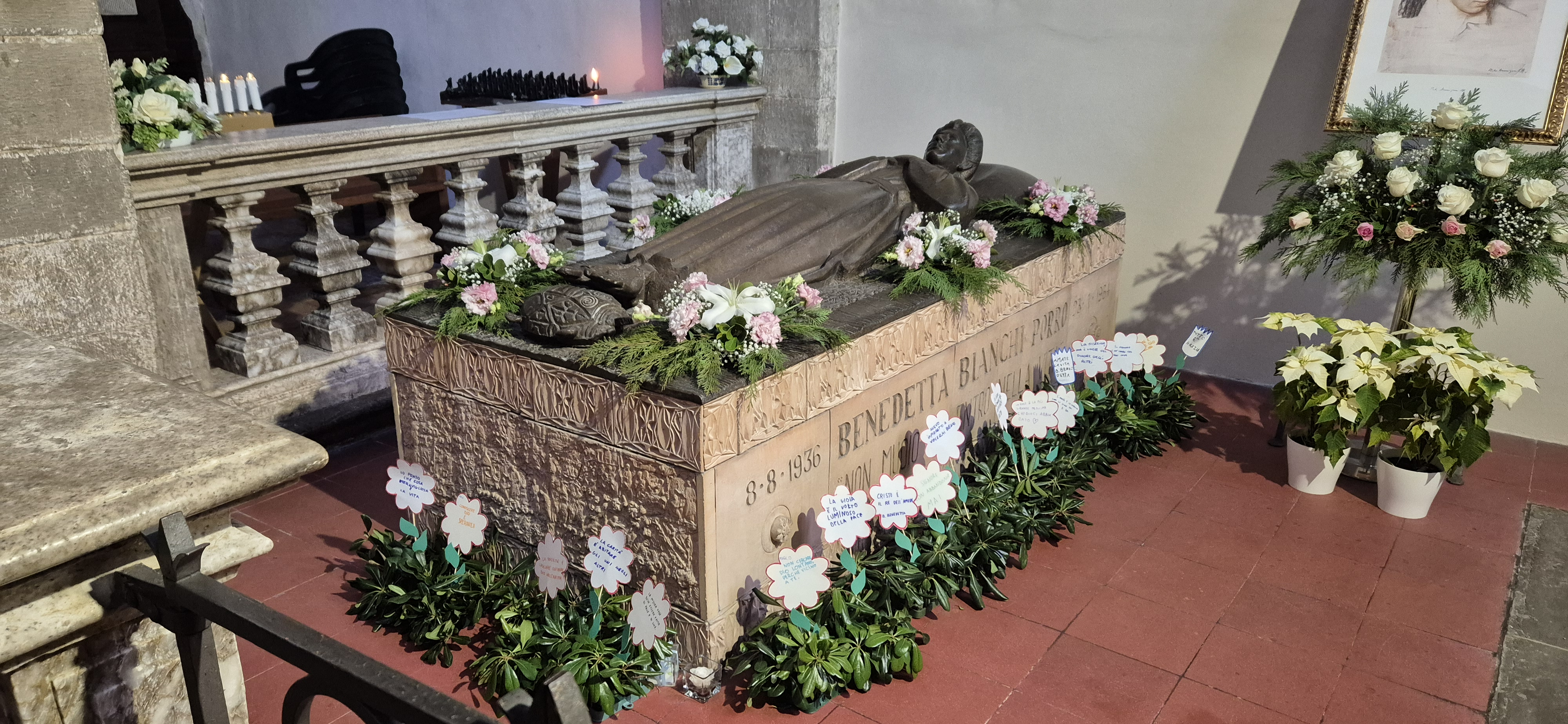
Monumento funebre di Benedetta Bianchi Porro

All'inizio della navata di destra si trova il monumento funebre di Benedetta Bianchi Porro, realizzato da Angelo Biancini nel 1969. Il sarcofago è contenuto in una struttura rivestita con una decorazione in terracotta su cui è scritta la frase di Santa Teresa di Lisieux "Non muoio, ma entro nella vita". Al di sopra si trova la scultura in bronzo che rappresenta la giovane distesa con le mani giunte. Sotto al capo ha un cuscino, mentre i suoi piedi poggiano su una tartaruga, simbolo della debolezza fisica del corpo, rallentato, ma anche reso saldo dalla malattia. Nel muro sopra al sarcofago si trova un dipinto di scuola romagnola del XVII secolo raffigurante Santa Caterina d'Alessandria. Inserito nel muro c'è un tabernacolo in arenaria con angeli oranti.
Nella campata successiva si vede un lacerto musivo recuperato dal restauro. Speculare rispetto a quello dell'altra navata rappresenta anch'esso la Crocifissione con Maria e San Giovanni.

Nella lunetta lacunosa collocata sopra una porta nella quarta campata si vede un affresco molto compromesso di scuola romagnola del XVI secolo raffigurante Sant'Andrea. Nella lunetta è inserito anche un rilievo in terracotta dipinta con la Madonna e il Bambino, del 1612, ma derivante da un modello Cinquecentesco toscano.

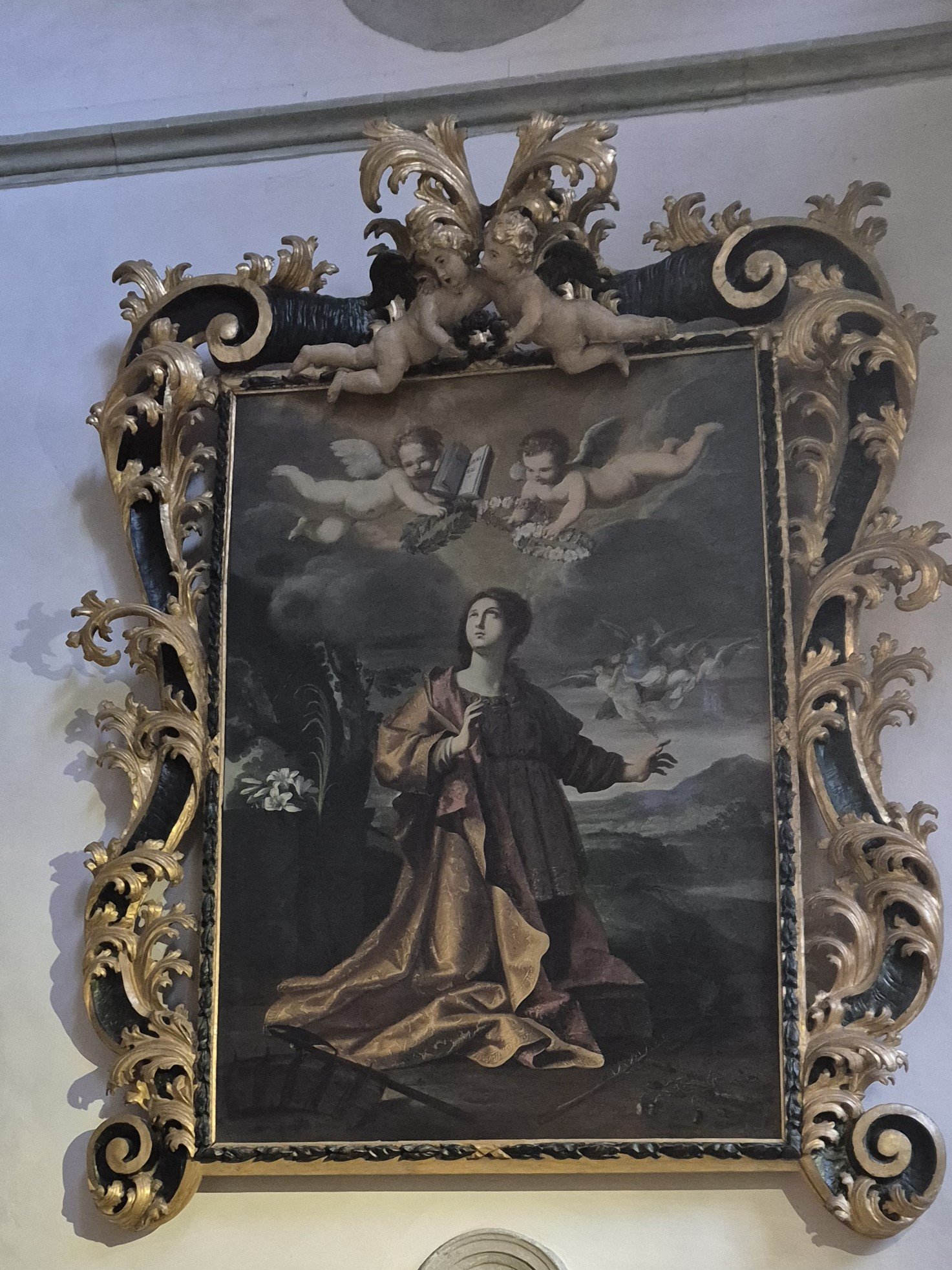
Scuola romagnola, Santa Caterina d'Alessandria incoronata da angeli
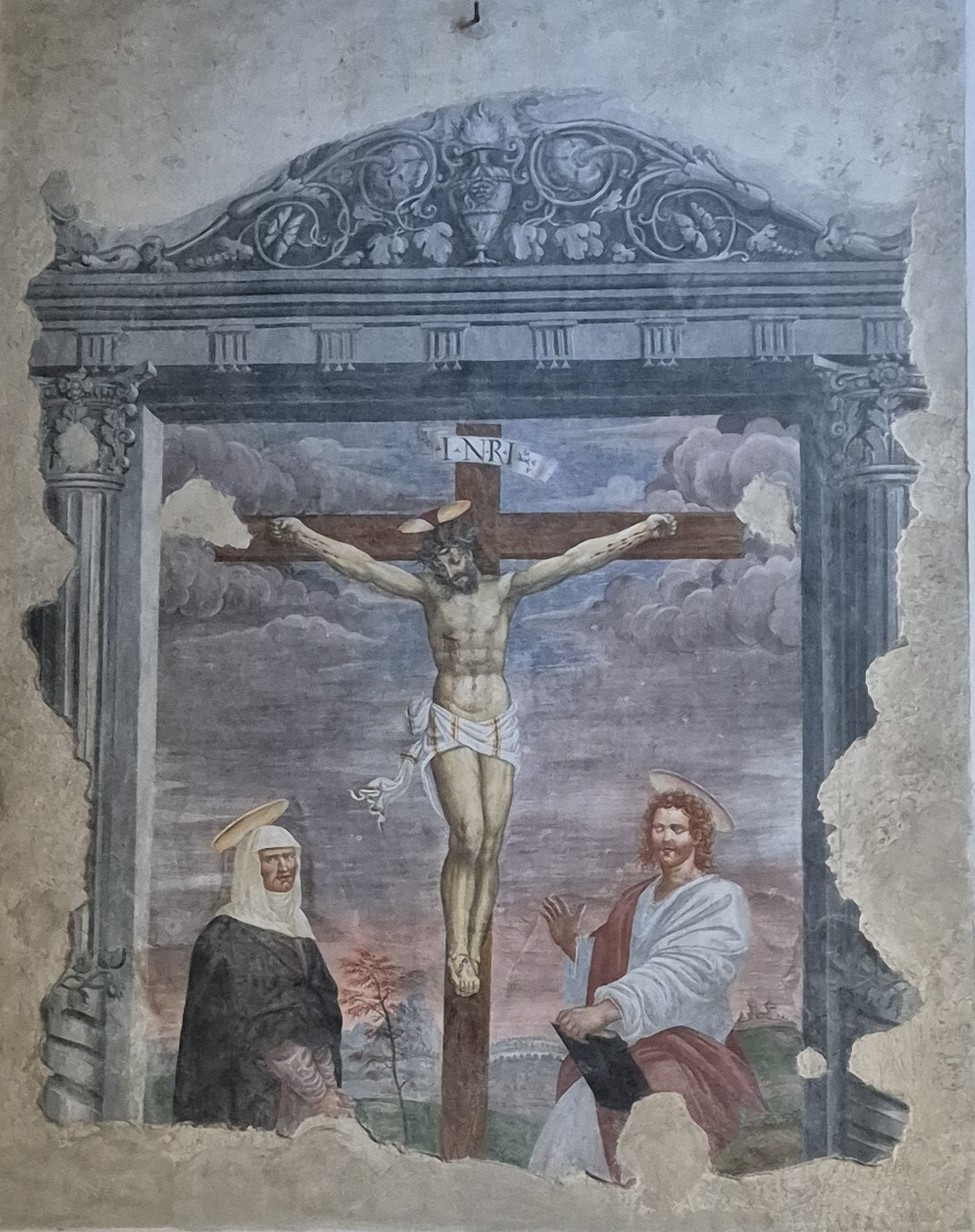
Crocifissione, affresco della navata di destra
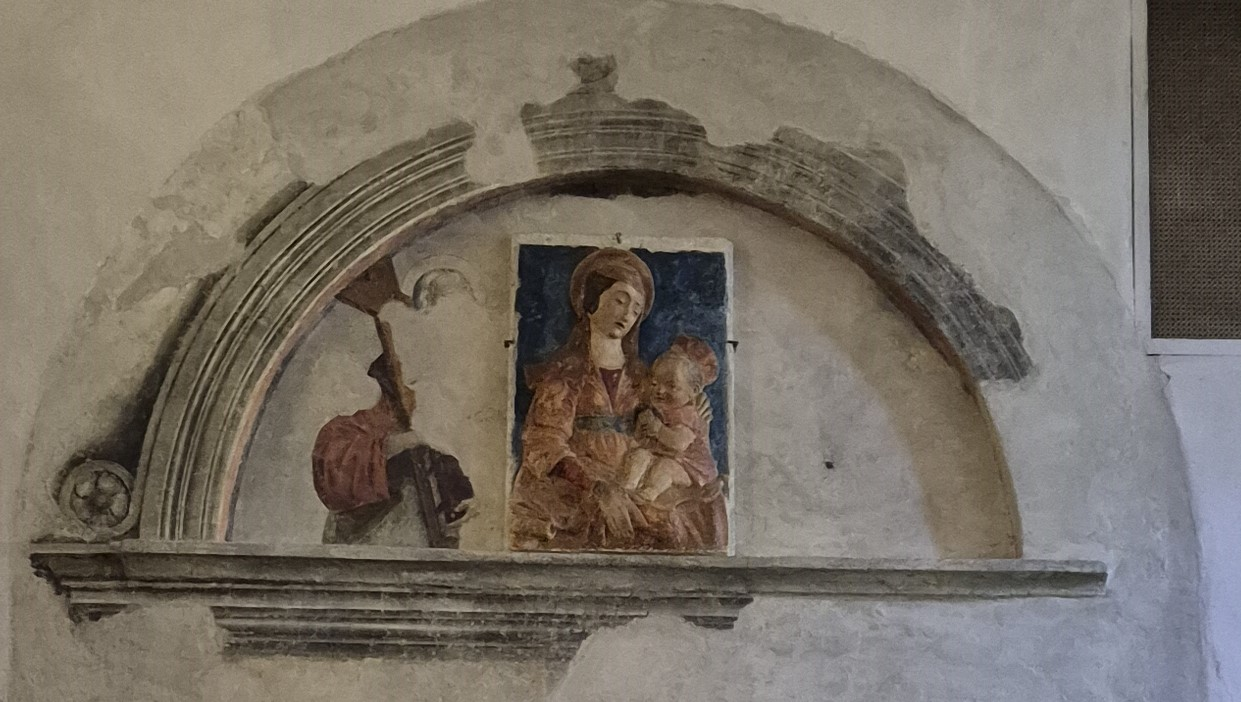
Lunetta della quarta campata destra